# Richtlinie 2011/95/EU (Qualifikationsrichtlinie)
Die Richtlinie 2011/95/EU des Europäischen Parlaments und des Rates vom 13. Dezember 2011, auch Qualifikationsrichtlinie oder Anerkennungsrichtlinie genannt, legt Normen für die Anerkennung von Drittstaatsangehörigen oder Staatenlosen als Personen mit internationalem Schutz, für einen einheitlichen Status für Flüchtlinge oder Personen mit Anrecht auf subsidiären Schutz und für den Inhalt des zu gewährenden Schutzes fest.
Sie ist die überarbeitete Fassung der vorangehenden Qualifikationsrichtlinie, der Richtlinie 2004/83/EG. Bereits diese vorangehende Fassung definierte, wer als Flüchtling anerkannt werden kann und wem subsidiärer Schutz zusteht. Letzterer steht insbesondere Kriegs- und Bürgerkriegsflüchtlingen zu, die keine individuelle Verfolgung geltend machen können.
Die neu gefasste Richtlinie erschien am 20. Dezember 2011 im Amtsblatt der Europäischen Union, trat in Teilen am 9. Januar 2012 in Kraft und war bis zum 21. Dezember 2013 in den Mitgliedstaaten umzusetzen; die vorangehende Fassung war zugleich am 21. Dezember 2013 aufgehoben.

## Geltungsbereich
Die Verordnung gilt in den Mitgliedstaaten der Europäischen Union außer Irland und Dänemark.

## Inhalt
Der Inhalt der 2011/95/EU ist der Folgende:
Kapitel I (Artikel 1 bis 3) enthält allgemeine Bestimmungen; insbesondere definiert Artikel 1 den Gegenstand und Anwendungsbereich der Richtlinie.
Kapitel II (Artikel 4 bis 8) regelt die Prüfung von Anträgen auf internationalen Schutz, Kapitel III (Artikel 9 bis 12) die Anerkennung als Flüchtling und Kapitel IV (Artikel 13 bis 14) die Flüchtlingseigenschaft. Bei dieser Regelung spielt – im Gegensatz zur Asylverfahrensrichtlinie 2013/32/EU – das Reise- und Aufenthaltsverhalten während der Flucht, und somit eine eventuelle Einreise über sichere Drittstaaten, keine Rolle.
Kapitel V (Artikel 15 bis 17) definiert die Voraussetzungen für den Anspruch auf subsidiären Schutz und Kapitel VI (Artikel 18 bis 19) den subsidiären Schutzstatus.
Kapitel VII (Artikel 20 bis 34) legt den Inhalt des internationalen Schutzes fest; insbesondere auch Artikel 23 Wahrung des Familienverbands, Artikel 24 die Aufenthaltstitel. Den Familiennachzug anbetreffend spricht Artikel 23 den Familienangehörigen einer Person mit internationalem Schutz in Abs. 1 Aufenthaltstitel, Reisedokumente und andere Leistungen zu, sieht aber vor, dass die Mitgliedstaaten sie „aus Gründen der nationalen Sicherheit oder öffentlichen Ordnung“ nach Abs. 3 „verweigern, einschränken oder entziehen“ können.
Kapitel VIII (Artikel 35 und 37) legt die Verwaltungszusammenarbeit fest, und die Schlussbestimmungen in Kapitel IX (Artikel 38 bis 42) definieren Maßnahmen der Berichterstattung, die Umsetzung, das Inkrafttreten und die Adressaten der Richtlinie.

### Änderungen zur vorangehenden Richtlinie 2004/83/EG
Die neu gefasste Richtlinie 2011/95/EU zielt ebenso wie die vorangehende Richtlinie 2004/83/EG unter anderem darauf, die Rechtsvorschriften über die Zuerkennung und den Inhalt der Flüchtlingseigenschaft sowie des subsidiären Schutzes in den Mitgliedstaaten anzugleichen, um die Sekundärmigration einzudämmen. Die neu gefasste Richtlinie schränkt im Vergleich zur Richtlinie von 2004 den Spielraum der Staaten weiter ein.
Die vorangehende Richtlinie 2004/83/EG des Rates vom 29. April 2004 über Mindestnormen für die Anerkennung und den Status von Drittstaatsangehörigen oder Staatenlosen als Flüchtlinge oder als Personen, die anderweitig internationalen Schutz benötigen, und über den Inhalt des zu gewährenden Schutzes, ebenfalls Qualifikationsrichtlinie oder Anerkennungsrichtlinie genannt, legte Mindestnormen fest, die für die Anerkennung als Flüchtling und für den Flüchtlingsstatus gelten.
Die Richtlinie 2004/83/EG baute wesentlich auf dem Abkommen über die Rechtsstellung der Flüchtlinge vom 28. Juli 1951, genannt Genfer Flüchtlingskonvention (GFK) in der durch das New Yorker Protokoll über die Rechtsstellung der Flüchtlinge von 1967 geänderten Fassung auf.